# Angkor Chey
Angkor Chey es uno de los ocho distritos que forman la provincia camboyana de Kompot, con una población estimada en marzo de 2008 de 72 684 habitantes. Está dividido en las siguientes  comunas (khum), que se muestran asimismo con población estimada de 2008:
- Angkor Chey 4,160
- Angk Phnum Touch 4,286
- Champei 8,709
- Daeum Doung 2,510
- Dambouk Khpos 13,887
- Dan Koum 5,299
- Mroum 4,332
- Phnum Kong 10,002
- Praphnum 5,012
- Samlanh 6,107
- Tani 8,380[1]